# Rubén Fuentes
Rubén Fuentes Gasson (Ciudad Guzmán, Jalisco, 15 de febrero de 1926-5 de febrero de 2022), conocido como Rubén Fuentes, fue un violinista clásico, arreglista, productor discográfico y compositor mexicano, recordado por sus contribuciones a la música de mariachi. Sus aportes a los géneros del bolero ranchero, el bolero moruno y las canciones románticas, tanto rancheras como boleros, además de la creación del mariachi sinfónico, todos ellos dieron un significativo aporte a la internacionalización de la música mexicana en el mundo. Pertenece además a la llamada Época de Oro del Cine mexicano.
Rubén Fuentes es el creador e intérprete de decenas de canciones famosas y conocidas internacionalmente, como "La culebra", "Las alazanas", "Como si nada", "La Bikina", "Qué bonita es mi tierra", "Flor sin retoño", El Pastor, "Ni princesa ni esclava", "Sabes una cosa", "Cien años" y "Camino real de Colima", muchas compuestas conjuntamente con Silvestre Vargas. Fue el productor de cabecera de Pedro Infante, Miguel Aceves Mejía y Marco Antonio Muñiz. También bajo su batuta surgieron importantes trabajos musicales de Flor Silvestre, Amalia Mendoza, Lola Beltrán, Lucha Villa, Estela Núñez, Lucero, Vikki Carr y Linda Ronstadt, entre otras estrellas. Fuentes fue, asimismo, el arreglista de la mayoría de las canciones del cantante y compositor mexicano José Alfredo Jiménez.[cita requerida]
En 1944, se unió al Mariachi Vargas de Tecalitlán como violinista y más tarde como arreglista. En 1955, terminó de tocar activamente con el grupo, pero mantuvo su posición de productor, arreglista y director musical hasta su muerte, constituyendo un referente como influencia tanto para el Mariachi Vargas como para la música de mariachi en general.[cita requerida]
Sus canciones han sido ejecutadas por numerosos intérpretes, como Miguel Aceves Mejía, Jorge Negrete, Pedro Infante, Flor Silvestre, Lola Beltrán, Marco Antonio Muñiz, Javier Solis, Julio Iglesias, Estela Núñez, Amalia Mendoza, Sonia la Única, María de Lourdes, Mauro Calderón, Rocío Dúrcal, Fernando de la Mora, Guadalupe Pineda, Cristian Castro, Luis Miguel, Alejandra Orozco "la Guadalajareña", Los Tres Huastecos y Hatsune Miku (cantante virtual), entre otros. Fue asimismo el creador de gran número de temas musicales para producciones cinematográficas.[cita requerida]

## Biografía
Nació el 15 de febrero de 1926 en Ciudad Guzmán, Jalisco, donde hizo sus primeros estudios, recibiendo de su padre, el concertista de violín Agustín Fuentes, la enseñanza musical, y con el apoyo de su madre, también música, Tommy Gasson, la enseñanza en la ejecución del piano y el violín. Fue miembro de la primera generación de la Escuela Secundaria Federal Benito Juárez en Ciudad Guzmán, Jalisco, y al terminar sus estudios secundarios estudió la preparatoria en Guadalajara, donde continuó sus estudios musicales. A los veinte años, se integró al Mariachi Vargas de Tecalitlán en la Ciudad de México en 1944, primero como ejecutante, luego como productor, arreglista y director musical.
Fuentes fue director musical de RCA Víctor de México durante las décadas de 1950 a 1960. Por ello, fue el arreglista y productor musical de muchos de los más grandes cantantes de música ranchera, la mayoría de ellos acompañados por el Mariachi Vargas de Tecalitlán. Cuando fue nombrado director artístico en la filial mexicana de RCA Víctor, renunció solamente como ejecutante, continuando hasta su muerte en su cargo de productor, arreglista y director general del Mariachi Vargas de Tecalitlán.[cita requerida]
Fue declarado el mejor compositor del año en 1954, 1958, 1959 y 1971; discos de platino por sus producciones Lucero de México y Cariño de mis cariños. Recibió el codiciado Disco de Oro y ha recibido varios reconocimientos internacionales por su labor como compositor y arreglista. Su canción Ni princesa ni esclava cantada por Vikki Carr, recibió un Grammy, y como productor recibió otro por su labor con Linda Ronstadt en Canciones de mi padre. 
Se le concedió el premio Jalisco por el Gobierno del Estado, que así honra a los jaliscienses destacados. Sus trofeos son innumerables; entre otros, fue nombrado por el ayuntamiento de Ciudad Guzmán en 1967 Hijo preclaro y predilecto. Pedro Infante le grabó 44 canciones, entre ellas: Cartas a Ufemia, Copa tras copa, en coautoría con Rubén Méndez del Castillo; Cien años, Ni por favor, en coautoría con Alberto Cervantes; El muñeco de cuerda, en coautoría con Mario Molina Montes.[cita requerida]
Javier Solís popularizó temas clásicos del bolero ranchero como Escándalo, Luz y sombra, Gorda, la ranchera Viva Quien Sabe Querer y el huapango Qué bonita es mi tierra.[cita requerida]
Miguel Aceves Mejía popularizó sus huapangos: La verdolaga, Tres consejos, Ruega por nosotros, en coautoría con Alberto Cervantes; Ni contigo ni sin ti, La del rebozo blanco, en coautoría con Rafael Cárdenas; El pecador, Qué bonita es mi tierra, en coautoría con Mario Molina Montes.[cita requerida]
Su mariachi acompañó a Flor Silvestre en seis de las primeras grabaciones de la cantante para Discos Columbia en 1950 y también fue arreglista de sus grabaciones para el cine. Flor le grabó Con un polvo y otro polvo, Mi última canción, Río crecido y El despertar.[cita requerida]
Marco Antonio Muñiz se inició como solista precisamente con: Luz y sombra, Que murmuren y Escándalo, en coautoría con Rafael Cárdenas; El despertar, en coautoría con Martha Roth, y así hasta llegar a 60 canciones, rematando con La Bikina.[cita requerida] La Bikina, canción que registro a nombre de su hijo Alejandro Fuentes Roth.[cita requerida] En todos los discos, casetes y CDs el autor de La Bikina Aparece Alejandro F. Roth.
Fue productor y arreglista en varios discos de Lucha Villa con quien tenía una profunda amistad, le escribió a ella canciones como:"Amor Fiel","Hoy No Me Toques Hoy No", "Quiérame Señor" "El Rincón", Lucha le grabó también "Que Bonita Es Mi Tierra", "La Bikina".[cita requerida]
Pedro Vargas, Javier Solís, Libertad Lamarque, Sonia y Myriam, José José, José Alfredo Jiménez, Amalia Mendoza, Lucha Villa, Domenico Modugno, Caterina Valente, Antonio Prieto, Pepe Jara, Cristian Castro, Luis Miguel, Lucero, Los tres huastecos y desde luego el Mariachi Vargas; solo por mencionar algunos, fueron intérpretes de su música. Fue, sin lugar a dudas, uno de los más destacados compositores mexicanos de las últimas cinco décadas; su creatividad artística como compositor, arreglista y productor marcaron la vanguardia de la canción vernácula.

### Muerte
Rubén Fuentes falleció el 5 de febrero del 2022. Hasta ahora se desconocen las causas de su fallecimiento.[cita requerida]